# Edwin O'Connor
Edwin O'Connor, född 29 juli 1918 i Providence, Rhode Island, död 23 mars 1968 i Boston, Massachusetts, var en amerikansk radiopersonlighet, journalist och romanförfattare som vann Pulitzerpriset för skönlitteratur 1962 för The Edge of Sadness (1961). 
O'Connor föddes som son till en läkare i Providence, men växte upp i Woonsocket. Han studerade vid La Salle Academy och vid University of Notre Dame. Efter examen tjänstgjorde han vid USA:s kustbevakning under andra världskriget. 1946 började han som frilansande författare och sålde sina berättelser och reportage till olika magasin, till exempel, The Atlantic Monthly.

## Författarkarriär
På 1950-talet började O'Connor sin karriär som TV-kritiker för två Bostontidningar, ett yrke som han skulle komma att behålla under resten av sitt liv. Han skrev också sin första roman, The Oracle (1951). Strax efter skrev han den roman som han är mest känd för, The Last Hurrah (1956). Romanen handlar om en irländsk politiker i Boston, Frank Skeffington, som beskrivs ur en brorsons synvinkel, som han har bjudit in för att hjälpa honom på vad som visar sig bli en misslyckad omvalskampanj. Romanen filmatiserades 1958, och O'Connor skrev själv filmmanuskriptet. 
Han vann Pulitzerpriset för sin nästa roman, The Edge of Sadness 1961, historien om en medelålders präst i Boston. I Was Dancing (1964) är en roman om en åldrande varietéartist som försöker återuppta kontakten med sin son efter tjugo års frånvaro. Hans sista roman, All in the Family, gavs ut 1966. Det är en beskrivning av en familj i Massachusetts med en pådrivande far som har politiska ambitioner för sin son.
1970 gavs The Best and the Last of Edwin O'Connor, ut postumt, vilken innehåller utdrag från hans publicerade romaner, fragment ur opublicerade verk och artiklar skrivna av honom. 

### Utgivet på svenska
- Sista hurraropet 1957

## Priser och utmärkelser
- Pulitzerpriset för skönlitteratur 1962 för The Edge of Sadness